# Кохун, Ханна
Ханна Кохун (англ. Hannah Cohoon, урождённая Harrison; 1788—1864) — американская художница.
Член коммуны шейкеров в Hancock Shaker Village.

## Биография

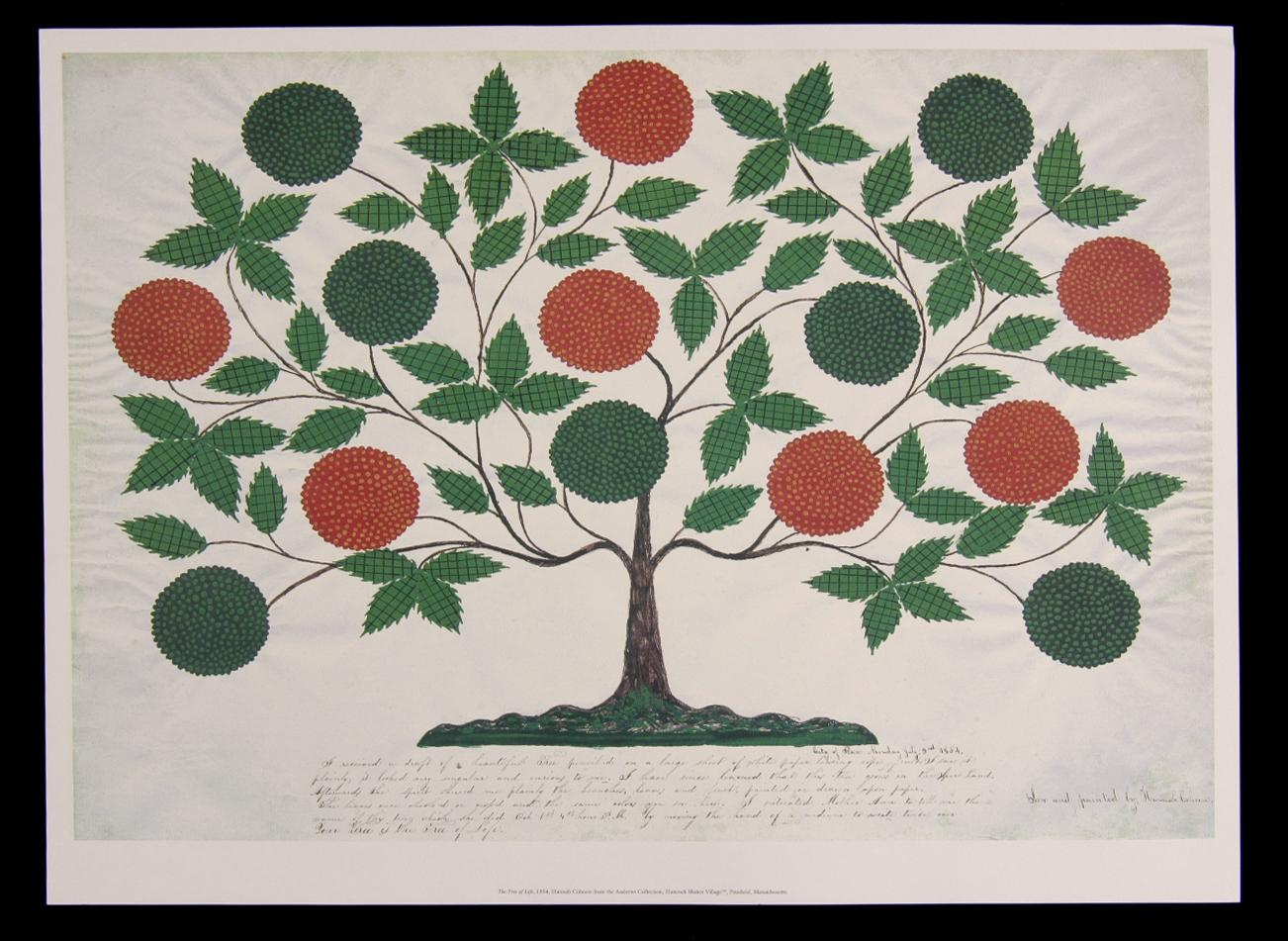
«Древо жизни»

Родилась 1 февраля 1788 года в Уильямстауне, штат Массачусетс, и была одной из трёх дочерей Ноя Харрисона (Noah Harrison, 1759—1789) и Хульды Бэкон Харрисон (Huldah Bacon Harrison, 1763—1809). Её сестрами были Лоис и Полли, родившиеся соответственно в 1784 и 1785 годах. Их отец, участник Войны за независимость США, умер через год после рождения Ханны.
Став членом коммуны шейкеров в марте 1817 года, выполняла «рисунки дара» («gift drawings»), в которых рассказывалось о духовных посещениях с которыми столкнулись шейкеры в середине XIX века. Необычным для подарочных рисунков Ханны Кохун был то, что она подписывала свои рисунки, чтобы указать на них своё авторство. У художницы был уникальный стиль, более абстрактный, простой и индивидуальный. Для создания текстуры своих рисунков она использовала технику импасто.
Ханна Кохун наиболее известна как создатель подарочных рисунков, особенно для «Древа жизни» («Tree of Life»), но также она сочиняла и музыку. Её «Древо жизни» было использовано в 1974 году на рождественской открытке ЮНИСЕФ для сбора средств для этой организации. Работы Кохун находятся в ряде музеев США.
Умерла 7 января 1864 года в городе Хэнкок, штат Массачусетс, и была похоронена на семейном кладбище Hancock Church Family. У Кохун было двое детей: сын Харрисон и дочь Мэрайя.